# Route 70 (Terre-Neuve-et-Labrador)
Pour les articles homonymes, voir Route 70.
La route 70 est une route tertiaire de la province de Terre-Neuve-et-Labrador, située dans l'est de l'île de Terre-Neuve, sur la péninsule d'Avalon. Elle dessert les régions à l'ouest de la baie Conception. Elle est une route hautement fréquentée dans sa section parallèle à la route 75, devient une route moyennement empruntée dans sa section entre la 75 et la route 80, puis est une route faiblement empruntée jusqu'à Bay de Verde, son terminus nord-est. De plus, elle est nommée Roaches Line, Harvey Street, Conception Bay North Highway et Bay de Verde High Road, mesure 103 kilomètres au total, et est une route asphaltée sur l'entièreté de son tracé.

## Tracé
La 70 débute au premier échangeur de la route 75, à l'ouest de Conception Harbour, 3 kilomètres au nord de la Route Transcanadienne, la route 1. Elle se dirige vers le nord pendant 12 kilomètres, puis croise les routes 60 et 71, puis traverse la région urbanisée de Clarke's Beach. Elle atteint un peu plus au nord les villes de Bay Roberts et Spaniard's Bay, où elle est la rue principale. Elle continue ensuite d'être parallèle à la 75, en la suivant à l'est, puis elle traverse Harbour Grace. Elle croise ensuite la route 75 après une courbe vers l'ouest, puis elle continue vers le nord en contournant Carbonear par l'ouest. Elle bifurque vers l'est à Victoria pour suivre la rive ouest de la baie Conception pour 30 kilomètres. À Old Perlican, elle croise la route 80, puis bifurque vers l'est pour rejoindre Bay de Verde, 11 kilomètres plus à l'est, où elle se termine sur un cul-de-sac.

## Attraits
- Conception Bay Museum
- Victoria Hydro Electric Museum
- Bay de Verde Heritage House

## Communautés traversées
- South River
- Clarke's Beach
- North River
- Bay Roberts
- Spaniard's Bay
- Tilton (en)
- Riverhead
- Harbour Grace
- Carbonear
- Victoria
- Kingston
- Small Point
- Broad Cove
- Blackhead
- Adams Cove
- Western Bay
- Ochre Pit Cove
- Smooth Cove
- Northern Bay
- Long Beach
- Gull Island
- Burnt Point
- Job's Cove
- Caplin Cove
- Bay de Verde